# Aymond Tranquard
Aymond Tranquard, né  à Affreville le 28 juillet 1932 et mort le 4 mars 2021 à Montpellier, est un universitaire et syndicaliste français
Né à Affreville le 28 juillet 1932, il fait des études au lycée Dupérier de Blida à l'étude du système ternaire eau-soude-carbonate de sodium Lyon, 1965) et devient professeur à l’université Claude Bernard de Lyon
De 1990 à 1995, il est président de la Fédération nationale des syndicats autonomes de l’enseignement supérieur et de la recherche (FNSAESR).
Il est chevalier des Palmes Académiques et chevalier de l'Ordre National du Mérite